# Aleggia
Aleggia is een plaats (frazione) in de Italiaanse gemeente Amatrice.